# Nor-Am Cup 1982
La Nor-Am Cup 1982 fu la 7ª edizione della manifestazione organizzata dalla Federazione Internazionale Sci.
In campo maschile il canadese Pierre Brazeau si aggiudicò sia la classifica generale, sia quella di slalom speciale; gli statunitensi Thomas Bowers e Ben Akers vinsero rispettivamente quella di discesa libera e di slalom gigante. Lo statunitense Tiger Shaw era il detentore uscente della Coppa generale.
In campo femminile la statunitense Lynda McGehee si aggiudicò sia la classifica generale, sia quella di slalom speciale; le sue connazionali Pam Fletcher e Debbie Armstrong vinsero rispettivamente quella di discesa libera e di slalom gigante. Le statunitensi Brenda Buglione e Noel Lyons erano le detentrici uscenti della Coppa generale.

## Uomini

### Classifiche

#### Generale
| Pos. | Nome           | Nazione |
| ---- | -------------- | ------- |
| 1    | Pierre Brazeau | Canada  |
| 2    | ?              | ?       |
| 3    | ?              | ?       |

#### Discesa libera
| Pos. | Nome          | Nazione     |
| ---- | ------------- | ----------- |
| 1    | Thomas Bowers | Stati Uniti |
| 2    | ?             | ?           |
| 3    | ?             | ?           |

#### Slalom gigante
| Pos. | Nome      | Nazione     |
| ---- | --------- | ----------- |
| 1    | Ben Akers | Stati Uniti |
| 2    | ?         | ?           |
| 3    | ?         | ?           |

#### Slalom speciale
| Pos. | Nome           | Nazione |
| ---- | -------------- | ------- |
| 1    | Pierre Brazeau | Canada  |
| 2    | ?              | ?       |
| 3    | ?              | ?       |

## Donne

### Classifiche

#### Generale
| Pos. | Nome            | Nazione     |
| ---- | --------------- | ----------- |
| 1    | Lynda McGehee   | Stati Uniti |
| 2    | ?               | ?           |
| 3    | ?               | ?           |
| 4    | Liisa Savijarvi | Canada      |

#### Discesa libera
| Pos. | Nome         | Nazione     |
| ---- | ------------ | ----------- |
| 1    | Pam Fletcher | Stati Uniti |
| 2    | ?            | ?           |
| 3    | ?            | ?           |

#### Slalom gigante
| Pos. | Nome             | Nazione     |
| ---- | ---------------- | ----------- |
| 1    | Debbie Armstrong | Stati Uniti |
| 2    | ?                | ?           |
| 3    | Liisa Savijarvi  | Canada      |

#### Slalom speciale
| Pos. | Nome          | Nazione     |
| ---- | ------------- | ----------- |
| 1    | Lynda McGehee | Stati Uniti |
| 2    | ?             | ?           |
| 3    | ?             | ?           |